# Manningford Abbots
Manningford Abbots è un villaggio della parrocchia civile di Manningford nella contea del Wiltshire che si trova nella valle del Pewsey nel Sud Ovest dell'Inghilterra, Regno Unito. Sino al 1934 è stato una parrocchia civile autonoma.

## Geografia fisica

### Territorio

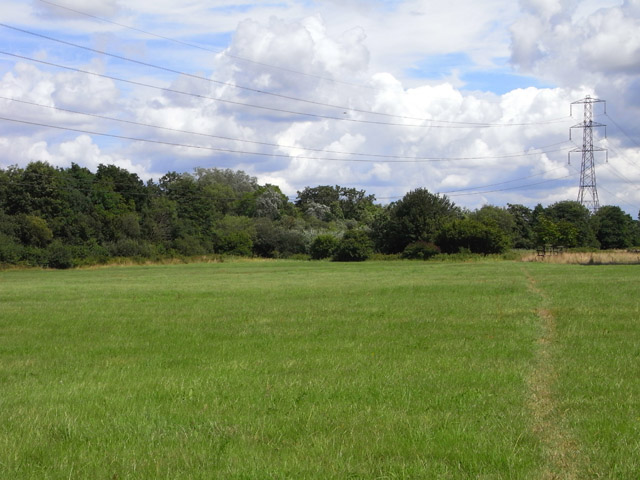
Tipico territorio agricolo di Manningford Abbots

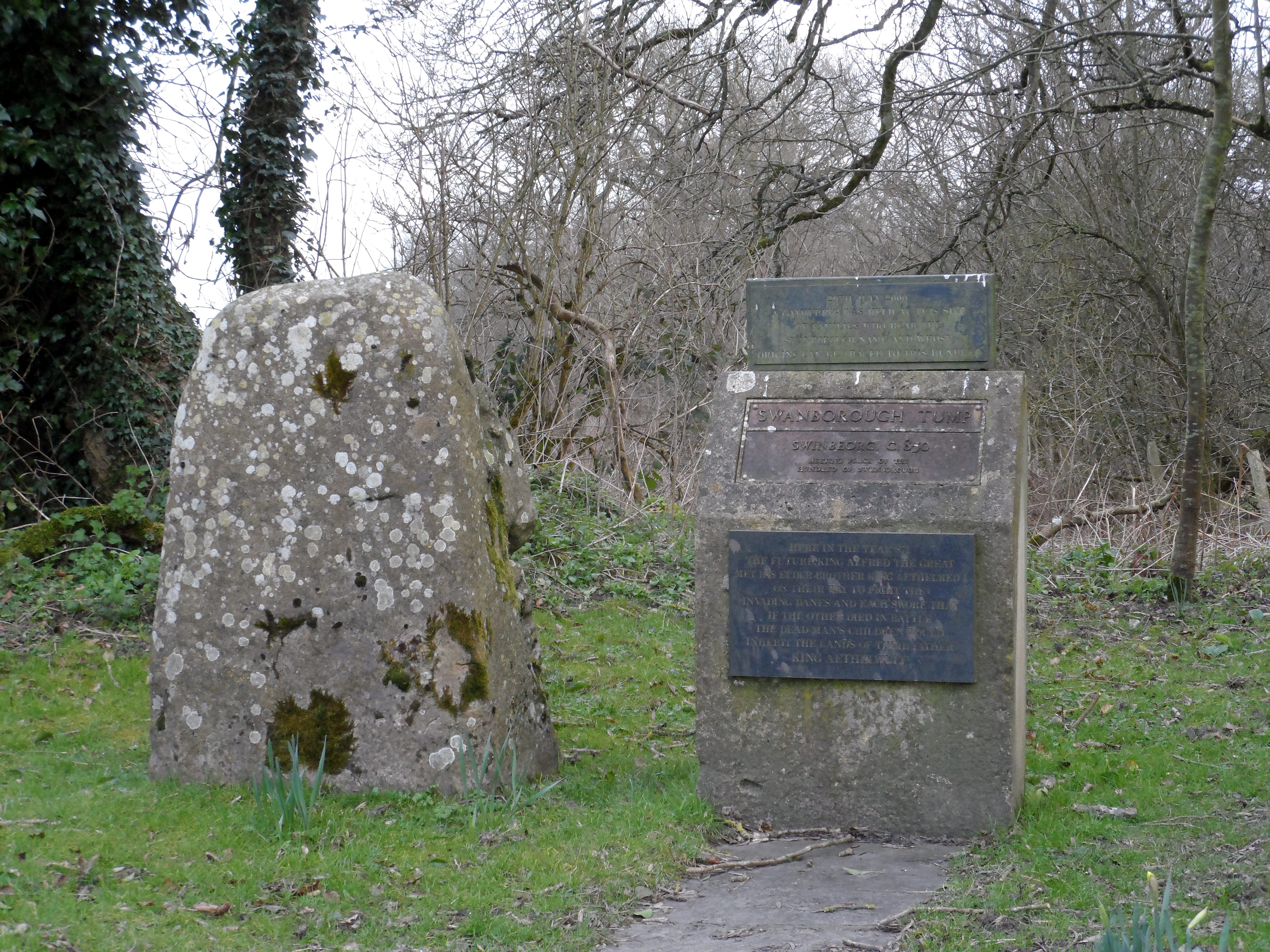
Sito di Swanborough Tump

Il territorio geograficamente è lungo e stretto. Si estende fino alle zone più elevate verso Upavon, sul margine settentrionale della pianura di Salisbury. Si trova a circa 2 miglia a sud-ovest di Pewsey e 8 a sud di Marlborough, situata accanto al fiume Avon. La superficie è molto ondulata e il terreno è un terriccio argilloso alternato a sabbia.

## Storia
L'antico maniero del villaggio apparteneva all'abbazia di Llanthony e, dopo la dissoluzione, fu concesso al duca di Somerset, lord protettore. Manningford Abbots ebbe dignità di parrocchia civile sino al 1934, quando venne inglobata nella nuova parrocchia di Manningford. Era situata a circa un miglio e mezzo a sud-ovest di Pewsey e, come le sue vicine occidentali, era lunga e stretta. Dal confine settentrionale a Swanborough Tump si estendeva verso sud-est per 4 miglia attraverso la valle di sabbia verde precedentemente nota come Abbots Common, il letto di Avon e la scarpata di Salisbury Plain fino ad Abbots Down oltre. Era larga poco più di mezzo miglio nel suo punto più largo sul confine settentrionale. L'area della parrocchia era di 933 acri nel 1931. Fu incorporata con la parrocchia civile di Manningford Bohune e l'antica parrocchia di Manningford Bruce nel 1934 per formare la nuova parrocchia civile di Manningford. Il confine occidentale di Manningford Abbots, che correva a est di Frith Copse e Dragon Lane direttamente verso sud-est attraverso le colline, fu quindi estinto. La vicinanza dell'ex parrocchia a Pewsey e il fatto che i feudi di Pewsey e Manningford Abbots condividessero una signoria comune dai tempi più antichi fino alla fine del XVIII secolo, hanno influenzato notevolmente la sua storia.Pertanto, poiché Manningford Abbots era considerata un borgo periferico di Pewsey e parte del feudo di Pewsey per determinati scopi amministrativi fino alla fine del XVIII secolo, alcuni aspetti della sua storia sono riservati al trattamento con Pewsey. Nonostante questi legami, Manningford Abbots mantenne il suo status di parrocchia separata fino al 1934. Il suo nucleo si trova a sud dell'Avon e vi è anche un insediamento lungo le strade che portano a nord verso Wilcot. Sebbene gli abati di Hyde detenessero il feudo fin dall'epoca precedente alla Conquista, l'insediamento non sembra essere stato denominato "Abbots" fino alla fine del XIII secolo.
Il censimento del 1801 mostrava 131 abitanti che salirono a 139, questo aumento probabilmente dovuto ai lavoratori che lavoravano alla costruzione di una ferrovia attraverso la parrocchia. Nel 1931 sono registrati solo 121 abitanti. Nel 1844, dopo che il fiume Avon era stato deviato in due canali, formando prati umidi sulla riva sud, di fronte al mulino, un ponte attraversò quello che era stato un guado a est della parrocchia. La Berks and Hants Extension Railway attraversò il nord della parrocchia e fu aperta nel 1862. Manningford Halt era situata a nord di Abbots Common, fu aperta nel 1932 e chiusa nel 1966. All'inizio del XXI secolo tutte le tracce di questa ferrovia sono scomparse.
L'insediamento più antico era a sud dell'Avon, vicino alla chiesa. La strada originale lungo la quale sorgeva la chiesa fu probabilmente deviata nel 1812, quando il rettore ampliò Rectory House, e fu sicuramente deviata entro il 1844. All'inizio del XXI secolo la chiesa è circondata da campi e vi si accede tramite un sentiero. La maggior parte delle case risale al XVIII e XIX secolo. Malthouse Farm porta la data 1771 e le iniziali delle famiglie Hitchcock. A quel tempo esisteva ancora un mulino. Il pascolo comune del demanio era noto come Manningford Heath nel 1563, ma nel 1608 era noto come Manningford Abbotts Common. Dopo la recinzione, nel 1844 il comune era un'area di otto acri accanto alla strada per Wilcot.

## Monumenti e luoghi d'interesse
Ci sono alcuni edifici storici e altri siti d'interesse nel territorio di Manningford Abbots.
- Chiesa di Manningford Abbots (in inglese Manningford Abbotts Church). La chiesa anglicana, che non ha una dedicazione ufficiale, fu ampiamente ricostruita negli anni dal 1861 al 1864 da S. B. Gabriel di Bristol in uno stile che riproduceva caratteristiche sia del XIII secolo che del secolo successivo. Ha un presbiterio e una navata con portico a sud e campanile a vela occidentale. La chiesa medievale che l'edificio di Gabriel sostituì sembra aver rispettato le forme originali. Le proporzioni della navata e alcune giunture ripristinate nella porta a sud suggeriscono un'origine del XII secolo. Nel 1806 il suo presbiterio aveva una finestra orientale di epoca tardo-medievale, una lancetta nella parete sud e un tetto di tegole fortemente inclinato. La navata aveva quindi una finestra probabilmente risalente al XVI secolo nella sua parete sud e un tetto di piombo con un campanile all'estremità occidentale. All'inizio del XIX secolo furono eseguiti alcuni lavori di riparazione e modifica e nel 1859 la finestra occidentale e il portico furono descritti come in buono stato. Dal 3 giugno 1986 è considerata un monumento classificato di secondo grado per il suo particolare interesse storico e architettonico.[6][7][8]
- Swanborough Tump. Si tratta di un basso tumulo di terra, probabilmente una motta castrale che potrebbe risalire all'età del bronzo ed è considerato un monumento classificato per il suo particolare interesse storico e architettonico.[9]

## Economia
Il villaggio è costituito da poche case sparse e gli abitanti sono impegnati nell'agricoltura. Vi è  la presenza di numerose tenute legate ad antichi manieri. Alcune aree sono destinate a pascolo e altre a coltivazione.